# Világbajnoki rekordok listája atlétikában

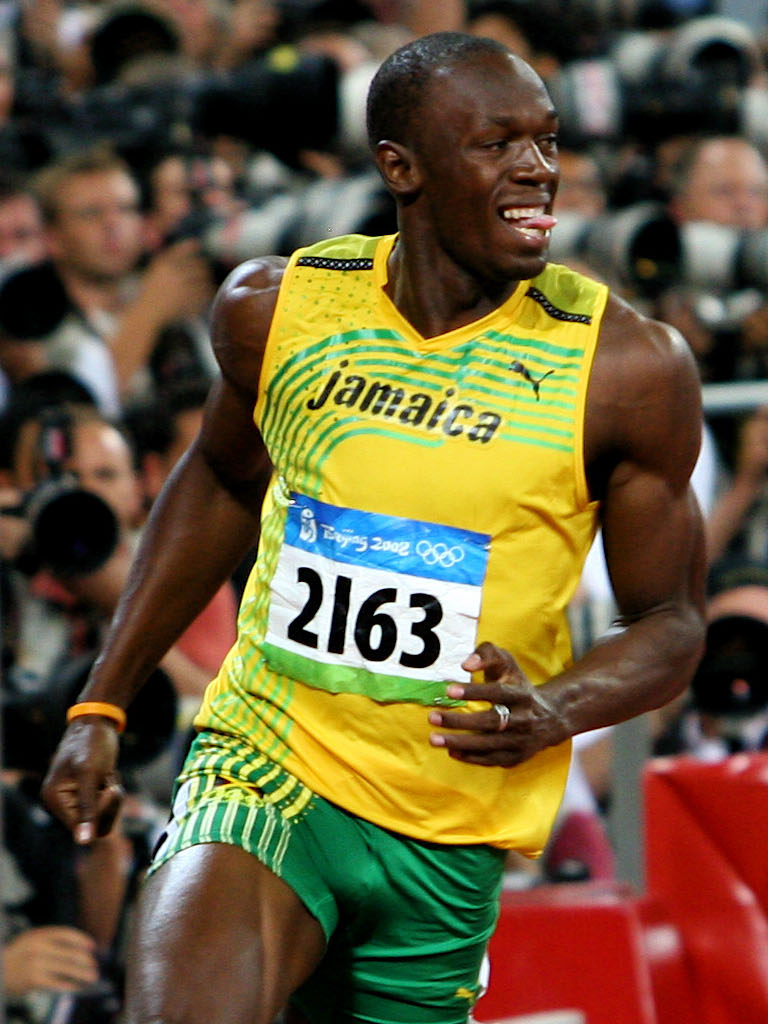
Usain Bolt tartja a 100 m-es és a 200 m-es síkfutás világbajnoki rekordját

A világbajnoki rekordok listája atlétikában a szabadtéri atlétikai világbajnokságokon elért eddigi legjobb eredményeket tartalmazza.

## Versenyszámok
A következő versenyszámokban tartanak nyilván világbajnoki rekordokat:
Férfi
100 m, 200 m, 400 m, 800 m, 1500 m, 5000 m, 10 000 m, 4 × 100 m váltó, 4 × 400 m váltó, maraton, 110 m gát, 400 m gát, 3000 m akadály, 20 km-es gyaloglás, 50 km-es gyaloglás, magasugrás, rúdugrás, távolugrás, hármasugrás, súlylökés, diszkoszvetés, kalapácsvetés, gerelyhajítás, tízpróba.
Női
100 m, 200 m, 400 m, 800 m, 1500 m, 5000 m, 10 000 m, 4 × 100 m váltó, 4 × 400 m váltó, maraton, 100 m gát, 400 m gát, 3000 m akadály, 20 km-es gyaloglás, 50 km-es gyaloglás, magasugrás, rúdugrás, távolugrás, hármasugrás, súlylökés, diszkoszvetés, kalapácsvetés, gerelyhajítás, hétpróba.

## Rekordok
Jegyzetek
- WR – jelenlegi világrekord is

### Férfi
| Versenyszám            | Eredmény              | Versenyző                                                 | Nemzet           | Dátum               | Helyszín, év    | F      | V |
| ---------------------- | --------------------- | --------------------------------------------------------- | ---------------- | ------------------- | --------------- | ------ | - |
| 100 m                  | 9,58 (+0,9 m/s) WR    | Usain Bolt                                                | Jamaica          | 2009. augusztus 16. | Berlin, 2009    | [ 1 ]  |   |
| 200 m                  | 19,19 (−0,3 m/s) WR   | Usain Bolt                                                | Jamaica          | 2009. augusztus 20. | Berlin, 2009    | [ 2 ]  |   |
| 400 m                  | 43,18                 | Michael Johnson                                           | Egyesült Államok | 1999. augusztus 26. | Sevilla, 1999   | [ 3 ]  |   |
| 800 m                  | 1:43,06               | Billy Konchellah                                          | Kenya            | 1987. szeptember 1. | Róma, 1987      | [ 4 ]  |   |
| 1500 m                 | 3:27,65               | Hisám el-Gerúzs                                           | Marokkó          | 1999. augusztus 24. | Sevilla, 1999   | [ 5 ]  |   |
| 5000 m                 | 12:52,79              | Eliud Kipchoge                                            | Kenya            | 2003. augusztus 31. | Párizs, 2003    | [ 6 ]  |   |
| 10 000 m               | 26:46,31              | Kenenisa Bekele                                           | Etiópia          | 2009. augusztus 17. | Berlin, 2009    | [ 7 ]  |   |
| Maraton                | 2:06:54               | Abel Kirui                                                | Kenya            | 2009. augusztus 22. | Berlin, 2009    | [ 8 ]  |   |
| 110 m gát              | 12,91 (+0,5 m/s)      | Colin Jackson                                             | Nagy-Britannia   | 1993. augusztus 20. | Stuttgart, 1993 | [ 9 ]  |   |
| 400 m gát              | 47,18                 | Kevin Young                                               | Egyesült Államok | 1993. augusztus 19. | Stuttgart, 1993 | [ 10 ] |   |
| 3000 m akadály         | 8:00,43               | Ezekiel Kemboi                                            | Kenya            | 2009. augusztus 18. | Berlin, 2009    | [ 11 ] |   |
| Magasugrás             | 2,41 m                | Bohdan Bondarenko                                         | Ukrajna          | 2013. augusztus 15. | Moszkva, 2013   | [ 12 ] |   |
| Rúdugrás               | 6,05 m                | Dmitri Markov                                             | Ausztrália       | 2001. augusztus 9.  | Edmonton, 2001  | [ 13 ] |   |
| Távolugrás             | 8,95 m (+0,3 m/s) WR  | Mike Powell                                               | Egyesült Államok | 1991. augusztus 30. | Tokió, 1991     | [ 14 ] |   |
| Hármasugrás            | 18,29 m (+1,3 m/s) WR | Jonathan Edwards                                          | Nagy-Britannia   | 1995. augusztus 7.  | Göteborg, 1995  | [ 15 ] |   |
| Súlylökés              | 22,23 m               | Werner Günthör                                            | Svájc            | 1987. augusztus 29. | Róma, 1987      | [ 16 ] |   |
| Diszkoszvetés          | 70,17 m               | Virgilijus Alekna                                         | Litvánia         | 2005. augusztus 7.  | Helsinki, 2005  | [ 17 ] |   |
| Kalapácsvetés          | 83,38 m               | Szymon Ziółkowski                                         | Lengyelország    | 2001. augusztus 5.  | Edmonton, 2001  | [ 18 ] |   |
| Gerelyhajítás          | 92,80 m               | Jan Železný                                               | Csehország       | 2001. augusztus 12. | Edmonton, 2001  | [ 19 ] |   |
| Tízpróba               | 9045 pont             | Ashton Eaton                                              | Egyesült Államok | 2015. augusztus 29. | Peking, 2015    | [ 20 ] |   |
| 20 km gyaloglás (úton) | 1:17:21               | Jefferson Pérez                                           | Ecuador          | 2003. augusztus 23. | Párizs, 2003    | [ 21 ] |   |
| 50 km gyaloglás (úton) | 3:33:12               | Yohann Diniz                                              | Franciaország    | 2017. augusztus 17. | London, 2017    | [ 22 ] |   |
| 4 × 100 m váltó        | 37,04                 | Nesta Carter Michael Frater Yohan Blake Usain Bolt        | Jamaica          | 2011. szeptember 4. | Tegu, 2011      | [ 23 ] |   |
| 4 × 400 m váltó        | 2:54,29 WR            | Andrew Valmon Quincy Watts Harry Reynolds Michael Johnson | Egyesült Államok | 1993. augusztus 22. | Stuttgart, 1993 | [ 24 ] |   |

### Női
| Versenyszám            | Eredmény         | Versenyző                                                                        | Nemzet           | Dátum                               | Helyszín, év    | F      | V |
| ---------------------- | ---------------- | -------------------------------------------------------------------------------- | ---------------- | ----------------------------------- | --------------- | ------ | - |
| 100 m                  | 10,70 (–0,1 m/s) | Marion Jones                                                                     | Egyesült Államok | 1999. augusztus 28.                 | Sevilla, 1999   | [ 25 ] |   |
| 200 m                  | 21,63 (+0.2 m/s) | Dafne Schippers                                                                  | Hollandia        | 2015. augusztus 28.                 | Peking, 2015    | [ 26 ] |   |
| 400 m                  | 47,99            | Jarmila Kratochvílová                                                            | Csehszlovákia    | 1983. augusztus 10.                 | Helsinki, 1983  |        |   |
| 800 m                  | 1:54,68          | Jarmila Kratochvílová                                                            | Csehszlovákia    | 1983. augusztus 9.                  | Helsinki, 1983  |        |   |
| 1500 m                 | 3:58,52          | Tatyana Tomashova                                                                | Oroszország      | 2003. augusztus 31.                 | Párizs, 2003    |        |   |
| 5000 m                 | 14:26.83         | Almaz Ayana                                                                      | Etiópia          | 2015. augusztus 30.                 | Peking, 2015    |        |   |
| 10 000 m               | 30:04,18         | Berhane Adere                                                                    | Etiópia          | 2003. augusztus 23.                 | Párizs, 2003    |        |   |
| 100 m gát              | 12,28 (+1,1 m/s) | Sally Pearson                                                                    | Ausztrália       | 2011. szeptember 3.                 | Tegu, 2011      |        |   |
| 400 m gát              | 52,42            | Melaine Walker                                                                   | Jamaica          | 2009. augusztus 30.                 | Berlin, 2009    |        |   |
| 3000 m akadály         | 9:06,57          | Jekatyerina Volkova                                                              | Oroszország      | 2007. augusztus 27.                 | Oszaka, 2007    |        |   |
| Maraton                | 2:20:57          | Paula Radcliffe                                                                  | Nagy-Britannia   | 2005. augusztus 14.                 | Helsinki, 2005  |        |   |
| Magasugrás             | 2,09 m WR        | Sztefka Kosztadinova                                                             | Bulgária         | 1987. augusztus 30.                 | Róma, 1987      |        |   |
| Rúdugrás               | 5,01 m           | Jelena Iszinbajeva                                                               | Oroszország      | 2005. augusztus 12.                 | Helsinki, 2005  |        |   |
| Távolugrás             | 7,36 m           | Jackie Joyner-Kersee                                                             | Egyesült Államok | 1987. szeptember 4.                 | Róma, 1987      |        |   |
| Hármasugrás            | 15,50 m WR       | Inessa Kravets                                                                   | Ukrajna          | 1995. augusztus 10.                 | Göteborg, 1995  |        |   |
| Súlylökés              | 21,24 m          | Natalya Lisovskaya                                                               | Szovjetunió      | 1987. szeptember 5.                 | Róma, 1987      |        |   |
| Súlylökés              | 21,24 m          | Valerie Adams                                                                    | Új-Zéland        | 2011. augusztus 29.                 | Tegu, 2011      |        |   |
| Diszkoszvetés          | 71,62 m          | Martina Hellman                                                                  | NDK              | 1987. augusztus 31.                 | Róma, 1987      |        |   |
| Kalapácsvetés          | 80,85 m          | Anita Włodarczyk                                                                 | Lengyelország    | 2015. augusztus 27.                 | Peking, 2015    |        |   |
| Gerelyhajítás          | 71,99 m          | Marija Abakumova                                                                 | Oroszország      | 2011. szeptember 2.                 | Tegu, 2011      |        |   |
| Hétpróba               | 7128 pont        | Jackie Joyner-Kersee                                                             | Egyesült Államok | 1987. augusztus 31. – szeptember 1. | Róma, 1987      |        |   |
| 20 km gyaloglás (úton) | 1:25:41          | Olimpiada Ivanova                                                                | Oroszország      | 2005. augusztus 7.                  | Helsinki, 2005  |        |   |
| 50 km gyaloglás (úton) | 4:05:56          | Inês Henriques                                                                   | Portugália       | 2017. augusztus 13.                 | London, 2017    |        |   |
| 4x100 m váltó          | 41,07            | Veronica Campbell-Brown Natasha Morrison Elaine Thompson Shelly-Ann Fraser-Pryce | Jamaica          | 2015. augusztus 29.                 | Peking, 2015    |        |   |
| 4x400 m váltó          | 3:16,71          | Gwen Torrence Maicel Malone-Wallace Natasha Kaiser-Brown Jearl Miles             | Egyesült Államok | 1993. augusztus 22.                 | Stuttgart, 1993 |        |   |

Megszűnt versenyszámok
| Versenyszám              | Utolsó év | Eredmény | Versenyző       | Nemzet      | Dátum               | Helyszín, év    |
| ------------------------ | --------- | -------- | --------------- | ----------- | ------------------- | --------------- |
| 3000 m                   | 1993      | 8:28,71  | Yunxia Qu       | Kína        | 1993. augusztus 16. | Stuttgart, 1993 |
| 10 km gyaloglás (pályán) | 1997      | 42:55,49 | Annarita Sidoti | Olaszország | 1997. augusztus 7.  | Athén, 1997     |
| 10 km gyaloglás (úton)   | 1995      | 42:13    | Irina Stankina  | Oroszország | 1995. augusztus 7.  | Göteborg, 1995  |